# Pokrajina Cagliari
Pokrajina Cagliari (v italijanskem izvirniku Provincia di Cagliari [provìnča di kàljari], v sardinščini Provintzia de Casteddu [provìncja de kastèdu]), je bila ena od osmih pokrajin, ki so sestavljale italijansko deželo Sardinija. Glavno mesto je bil Cagliari. Imela je 421.688 prebivalcev (na dan 31. december 2022) v 71 občinah na površini 3637 km². 4. februarja 2016 je bila razpuščena in razdeljena med metropolitansko mesto Cagliari (17 občin) in provinco Sud Sardegna (54 občin). Na severu je mejila s pokrajinami Nuoro, Ogliastra in Oristano, na vzhodu in jugu s Sredozemskim morjem in na zahodu s pokrajinama Carbonia - Iglesias in Medio Campidano.

## Večje občine
Glavno mesto je Cagliari, ostale večje občine so (podatki 31.12.2008):
| Občina            | Prebivalcev |
| ----------------- | ----------- |
| Cagliari          | 157.630     |
| Quartu Sant'Elena | 71.254      |
| Selargius         | 29.052      |
| Assemini          | 26.310      |
| Capoterra         | 22.839      |
| Monserrato        | 20.753      |
| Sestu             | 19.005      |
| Sinnai            | 16.498      |
| Quartucciu        | 13.321      |

## Naravne zanimivosti
Značilnost pokrajine je dolgo zaporedje različnih plaž. Ene so prekrite s finim peskom, ki je večinoma popolnoma bel, ponekod pa zlatorumen do rdečkast. Nekatere plaže pa niso peščene, ampak posute z gruščem in skalami. Vse so turistično opremljene in lahko dosegljive.
Glavna zaščitena področja v pokrajini so:
- Narodni park Golfo di Orosei e Gennargentu (Parco nazionale del Golfo di Orosei e del Gennargentu)
- Narodni park Sulcis (Parco del Sulcis)
- Krajinski park Monte Linas - Oridda - Marganai (Parco del Monte Linas - Oridda - Marganai)
- Krajinski park Sette Fratelli - Monte Genas (Parco dei Sette Fratelli - Monte Genas)
- Krajinski park Molentargius - Saline (Parco regionale Molentargius - Saline)
- Morski rezervat Capo Carbonara (Area naturale marina protetta Capo Carbonara)

Glej tudi Naravne vrednote Sardinije

## Zgodovinske zanimivosti
V raznih krajih Sardinije so še vidne hiše v starem slogu teh krajev. Bile so velike, saj so si tudi manj premožni ljudje lahko dovolili gradbeni material: zidne in strešne opeke so bile iz zmesi blata in nato posušene na soncu. Hiše so po navadi s treh strani obkrožale notranje dvorišče in vrt z vodnjakom ali cisterno. Četrta stran dvorišča se je odpirala na pašnik ali večjo njivo. V pritličnih prostorih so bili hlevi, drvarnica, kuhinja (imenovana "prostor za peko kruha"), prostor za odlaganje odpadkov, stranišče in pralnica. V prvem nadstropju so bili bivalni prostori, predvsem velike sprejemnice, dnevne sobe in spalnice. Na podstrešju so se hranile zaloge živil in povrtnine. V bogatejših hišah so bili stropi bivalnih prostorov poslikani s freskami in podovi so bili tlakovani s ploščicami, ki so oblikovale geometrične vzorce. Nekatere so imele dve nadstropji za bivalne prostore.